# Església de la Immaculada (la Seu d'Urgell)
L'Església de la Immaculada, actualment Sala Immaculada, sala d'actes de la Seu d'Urgell, és l'antiga capella de l'escola de l'Estonnac, el conjunt de la qual s'ha convertit en el centre cultural les Monges.
És una església de planta de creu grega, amb cúpula sobre el creuer que està emmarcat per vuit columnes amb capitell corintis. Els braços són coberts per volta de canó. Damunt del braç oriental, sobre l'entrada principal, hi ha el cor al qual s'hi arriba per una escala que queda dins d'una cambra oberta al sud. A la banda nord, hi ha una altra cambra simètrica. Aquestes dues cambres articulen la façana principal que consta d'una porta amb falses columnes corínties que suporten un fris motllurat sobre el que hi ha un frontó, i més amunt un nínxol. L'interior s'il·lumina gràcies a un ull de bou, que a l'exterior és voltat per una motllura circular i emmarcat per un arc que es remata amb un segon frontó motllurat. A l'església s'hi pot accedir des de la part de clausura del convent hi ha un balcó tancat amb gelosies. Abans comunicava amb l'oratori del Carme, del casal dels Infants Orfes. La façana principal de l'antiga església tanca per ponent a la plaça de les Monges, situada per sobre de la plaça del Carme.
L'any 1722 es va fundar a la Seu el convent de l'Orde de les Religioses de Nostra Senyora de la Companyia de Maria a la qual les monges assumien l'educació de les xiquetes de la diòcesi. L'església del convent va ésser consagrada l'any 1730.
L'any 2003 el convent va finalitzar la seva activitat. Actualment restaurada s'utilitza com a Sala de conferències equipada.

## Acte commemoratiu de l'antic Col·legi Lestonnac
A la capella de la Immaculada va tenir lloc el diumenge dia 13 de novembre de 2016 un dels actes de commemoració dels gairebé 300 anys de servei a la ciutat de la Seu d'Urgell de les Monges de la Companyia de Maria al Col·legi Lestonnac, acte que va ser promogut per un grup d'antics alumnes i professors. Van participar en l'acte l'arquebisbe d'Urgell, l'alcalde de la ciutat d'Urgell; la Mare Soledad Diloy de la Companyia de Maria; M. Carme Ribó, la regidora de cultura del Consell Comarcal de l'Alt Urgell i la Carme Rovira que fou exalumna del Col·legi i impulsora d'aquest homenatge on també hi era Julio Quílez, director de l'Arxiu Comarcal de l'Alt Urgell.